# تراپیکال هاوس
«تراپیکال هوس» (انگلیسی: Tropical house) سبکی از موسیقی دیپ هاوس است.